# Sudamericano de Rugby B 2006
El Sudamericano de Rugby B del 2006 contó con la participación de 5 equipos afiliados a la Confederación Sudamericana de Rugby. Este torneo se desarrolló por primera vez en Venezuela y significó también el debut del seleccionado de Costa Rica afiliado ese mismo año a la Confederación. 

## Equipos participantes
- Selección de rugby de Brasil (Los Vitória-régia)
- Selección de rugby de Colombia (Los Tucanes)
- Selección de rugby de Costa Rica (Los Ticos)
- Selección de rugby de Perú (Los Tumis)
- Selección de rugby de Venezuela (Las Orquídeas)

## Posiciones
| Pos. | Equipo     | Encuentros | Encuentros | Encuentros | Encuentros | Tantos  | Tantos    | Tantos     | Puntos |
| Pos. | Equipo     | jugados    | ganados    | empatados  | perdidos   | a favor | en contra | diferencia | Puntos |
| ---- | ---------- | ---------- | ---------- | ---------- | ---------- | ------- | --------- | ---------- | ------ |
| 1    | Brasil     | 4          | 4          | 0          | 0          | 193     | 16        | + 177      | 12     |
| 2    | Colombia   | 4          | 3          | 0          | 1          | 96      | 67        | + 29       | 10     |
| 3    | Venezuela  | 4          | 2          | 0          | 2          | 101     | 53        | + 48       | 8      |
| 4    | Perú       | 4          | 1          | 0          | 3          | 44      | 68        | - 24       | 6      |
| 5    | Costa Rica | 4          | 0          | 0          | 4          | 8       | 238       | - 230      | 4      |

Nota: Se otorgan 3 puntos al equipo que gane un partido, 2 al que empate y 1 al que pierda

## Resultados

### Primera fecha
| 14 de octubre | Brasil | 36 - 10 | Perú |  |  |

| 14 de octubre | Venezuela | 70 - 0 | Costa Rica |  |  |

### Segunda fecha
| 16 de octubre | Brasil | 95 - 0 | Costa Rica |  |  |

| 16 de octubre | Venezuela | 22 - 28 | Colombia |  |  |

### Tercera fecha[3]
| 18 de octubre | Colombia | 42 - 5 | Costa Rica |  |  |

| 18 de octubre | Venezuela | 6 - 0 | Perú |  |  |

### Cuarta fecha
| 20 de octubre | Perú | 31 - 3 | Costa Rica |  |  |

| 20 de octubre | Brasil | 37 - 3 | Colombia |  |  |

### Quinta fecha
| 22 de octubre | Colombia | 23 - 3 | Perú |  |  |

| 22 de octubre | Venezuela | 3 - 25 | Brasil |  |  |

| Bandera de Brasil |
| Campeón Brasil    |
| Cuarto título     |